# Beatriz Paredes Rangel
Beatriz Elena Paredes Rangel (Tlaxcala, 18 agosto 1953) è una politica messicana.

## Biografia
È stata la prima donna a essere governatore di Tlaxcala e la seconda donna a essere governatore dello stato nella storia del Messico.
Studiò sociologia presso l'Università Nazionale Autonoma del Messico (UNAM), ma non si laureò mai. Ha iniziato la sua carriera politica all'età di 21 anni come un deputato statale di Tlaxcala (1974-1977) e poi servito come consigliere del governatore della Tlaxcala (1978-1980). Nel 1982 è stata nominata sottosegretaria per la Riforma Agraria e dal 1987 al 1992 ha lavorato come Governatore di Tlaxcala. Inoltre ha servito nella Camera dei Deputati, in Senato e divenne ambasciatore a Cuba nel 1993.
Occupò diverse posizioni nel PRI, che rappresentano per lo più le ali rurali e indigene del partito. Ha servito come segretario generale del PRI e corse per la presidenza del suo partito ma perse contro Roberto Madrazo. Nel 2007, corse di nuovo per la presidenza del partito e vinse con un ampio margine. Espresso il suo sostegno per il riconoscimento sulle unioni tra persone dello stesso sesso in Messico nel 2010, dopodiché Città del Messico legalizzò il matrimonio tra persone dello stesso sesso.
Attualmente è l'ambasciatore del Messico in Brasile.